# Thorsten Zirkel

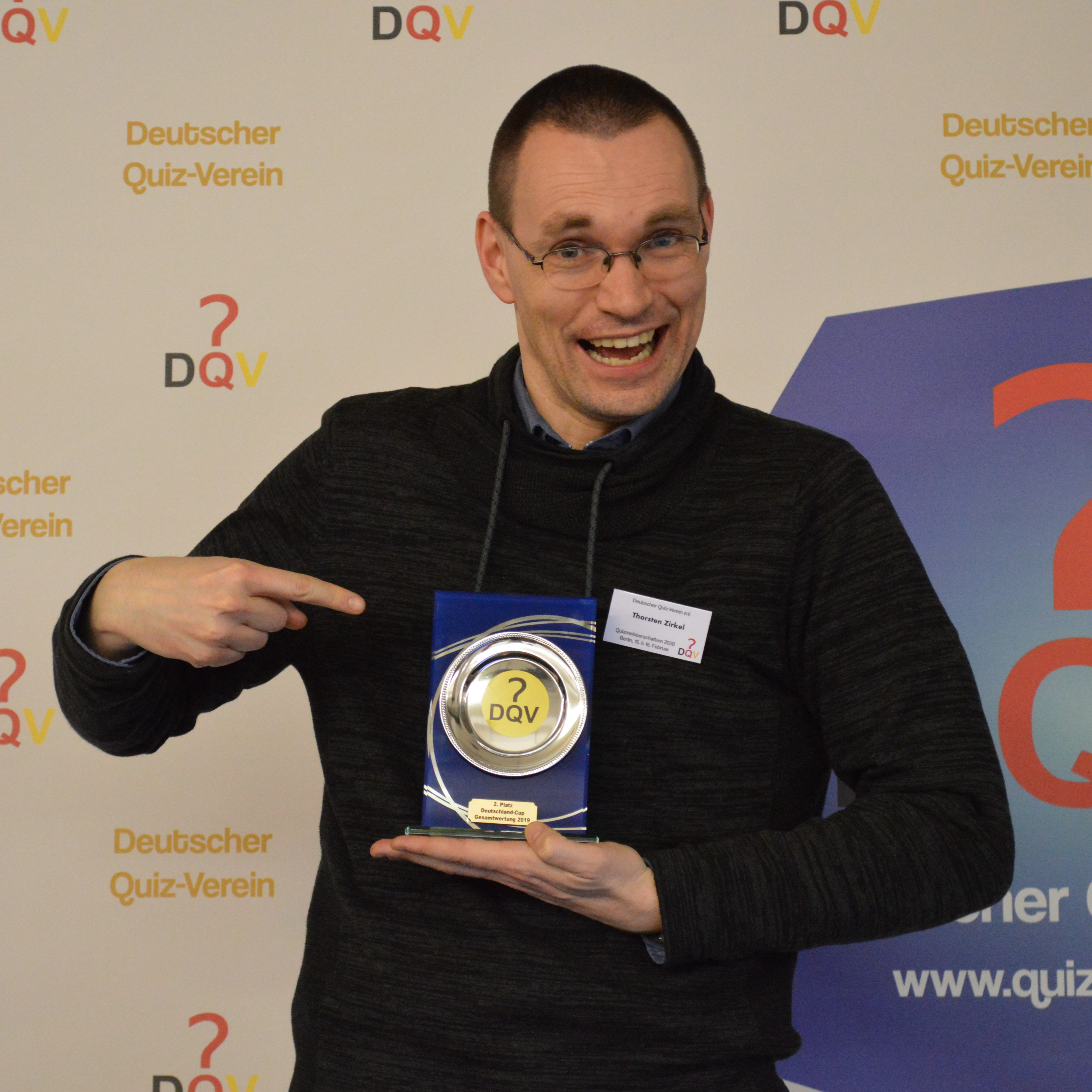
Thorsten Zirkel bei der Deutschen Quizmeisterschaft 2020

Thorsten Zirkel (* 11. November 1977 in Celle) ist ein deutscher Quizspieler. Bekannt ist er als Mitglied des „Olymp“-Rateteams in der ARD-Fernsehshow Quizduell-Olymp.

## Leben
Zirkel wuchs in Celle auf und legte 1997 am dortigen Hermann-Billung-Gymnasium das Abitur ab. Er ist studierter Bankbetriebswirt und lebt seit 2001 in Hannover.

## Karriere
2006 nahm er als Kandidat an der RTL-Quizshow Wer wird Millionär? teil und erspielte 16.000 Euro. 2013 wurde er Sieger der ZDF-Show Der Quiz-Champion und gewann 500.000 Euro.
In der ARD-Show Quizduell-Olymp ist er seit der ersten Staffel (2015) einer von drei Quiz-Experten, gegen die jeweils zwei prominente Kandidaten antreten.
Zirkel gehört zu den Spitzenspielern des Deutschen Quiz-Vereins (DQV), dem er seit 2012 als Mitglied angehört. 2014 wurde er Gesamtsieger des Deutschland-Cups des DQV. Von 2014 bis 2017 war er Mitglied der DQV-Quiznationalmannschaft. Bei der Deutschen Quizmeisterschaft errang er 2016 den Sieg im Einzel, 2021 im Buzzerquiz und 2024 im Teamwettbewerb.
2023 veröffentlichte er gemeinsam mit Sebastian Jacoby das Buch Quiz dich schlau: Das ultimative Bundesliga Fan-Quiz.

## Veröffentlichungen
- Quiz dich schlau: Das ultimative Bundesliga Fan-Quiz (mit Sebastian Jacoby). Plaza, Königswinter 2023, ISBN 978-3966645928.